# Салминен, Ильмари
Ильмари Салминен (фин. Ilmari Salminen, 21 сентября 1902 — 5 января 1986) — финский бегун на длинные дистанции. Олимпийский чемпион 1936 года и экс-рекордсмен мира в беге на 10 000 метров. Также на Олимпиаде в Берлине бежал дистанцию 5000 метров, на которой занял 6-е место с результатом 14.39,8.
На чемпионате Европы 1934 года стал первым на дистанции 10 000 метров и бронзовым призёром в беге на 5000 метров. Через четыре года вновь стал чемпионом Европы на дистанции 10 000 метров.
В 1988 году в городе Коувола установлен памятник спортсмену, автором работы был скульптор Паули Коскинен.